# Sergeant (Sverige)
Sergeant (förkortning: serg) är en militär grad i den svenska försvarsmakten. Från 1 oktober 2019 är sergeant första tjänstegraden för specialistofficerare placerad i OR 6. Mellan 2009 och 2019, kopplat till den anställda Försvarsmakten var sergeant en benämning/tjänstegrad för gruppbefäl, en ansats för att skapa större förståelse internationellt för tjänsteställningen furir.    
Enligt 1972 års tjänsteställningsreform och den påföljande nya befälsordningen från 1983, fanns graden representerad som tjänsteställning inom tre befälskategorier, dels för yrkesverksamma plutonsbefäl och dito i reserven, samt värnpliktiga officerare.   
För att bli utnämnd till OR 6 sergeant inom dagens svenska försvarsmakt krävs att man genomfört specialistofficersutbildning eller reservofficersutbildning vid militärhögskola med godkänt resultat. Sergeanter är sålunda anställda enligt den svenska officersförordningen.   

## Gradbeteckningar 2019-

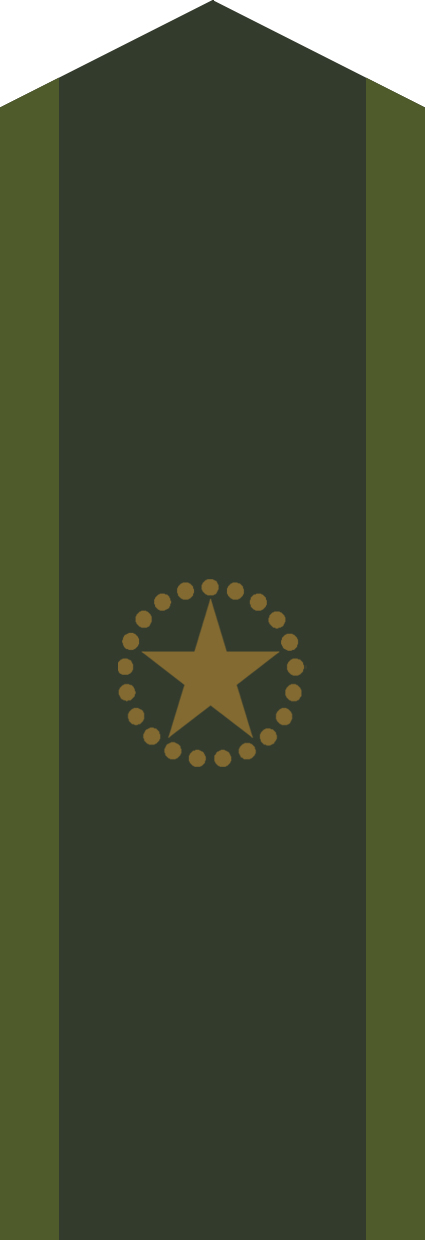
Armén (fältuniform)
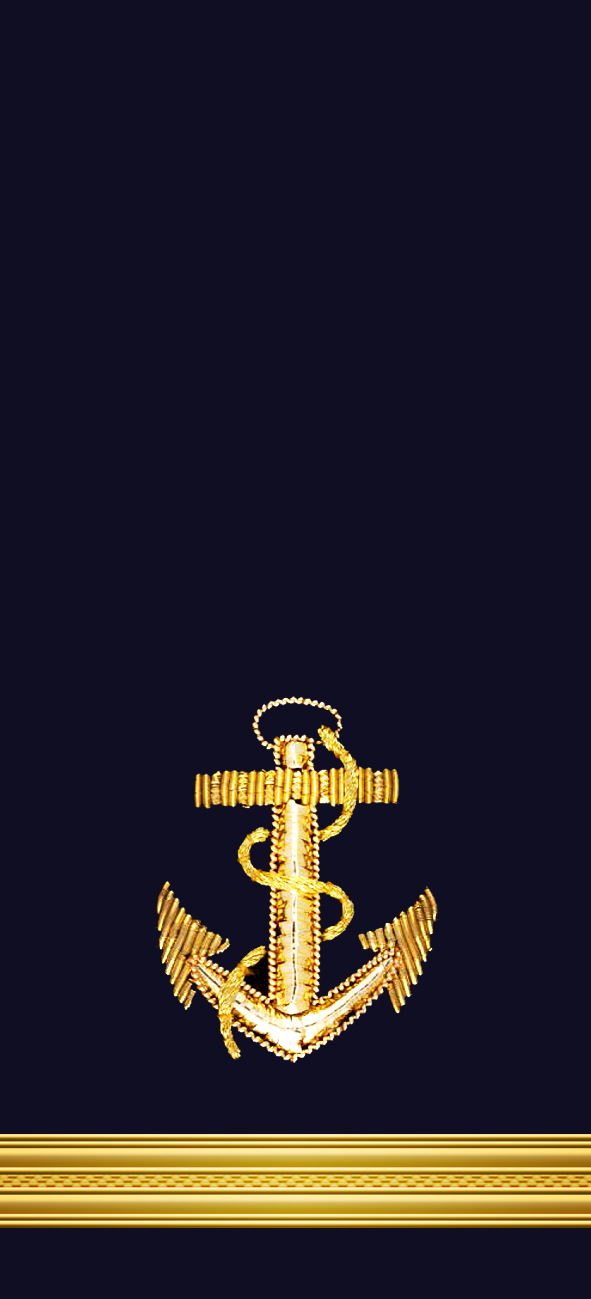
Flottan (uniform m/87)
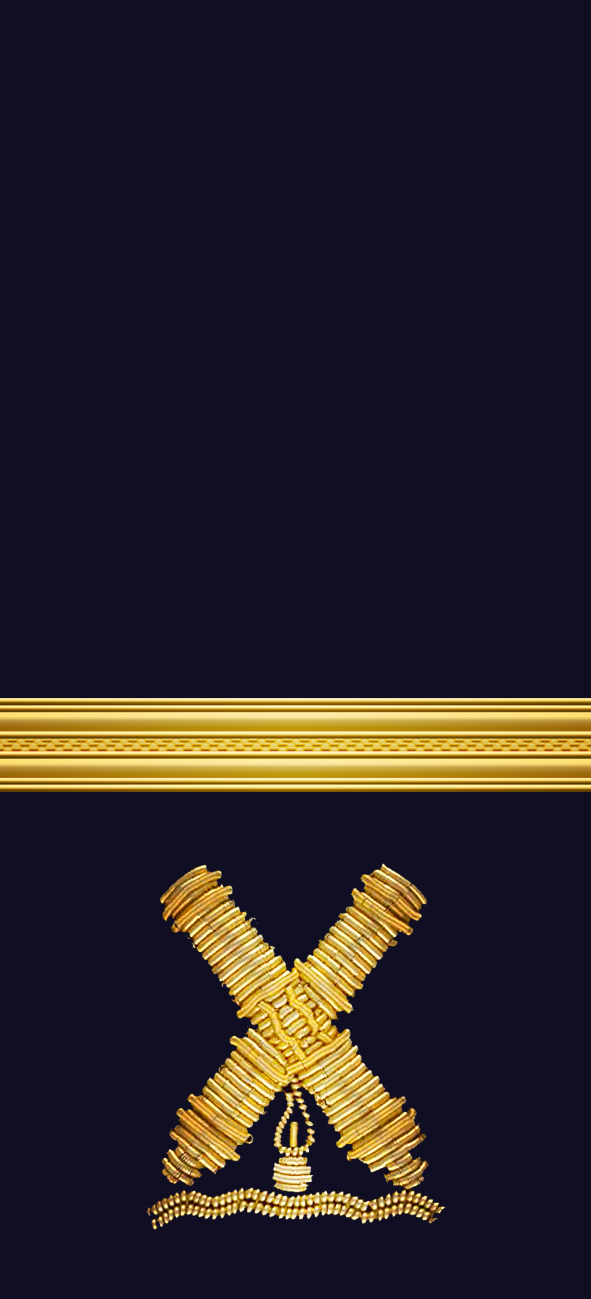
Amfibiekåren (uniform m/87)
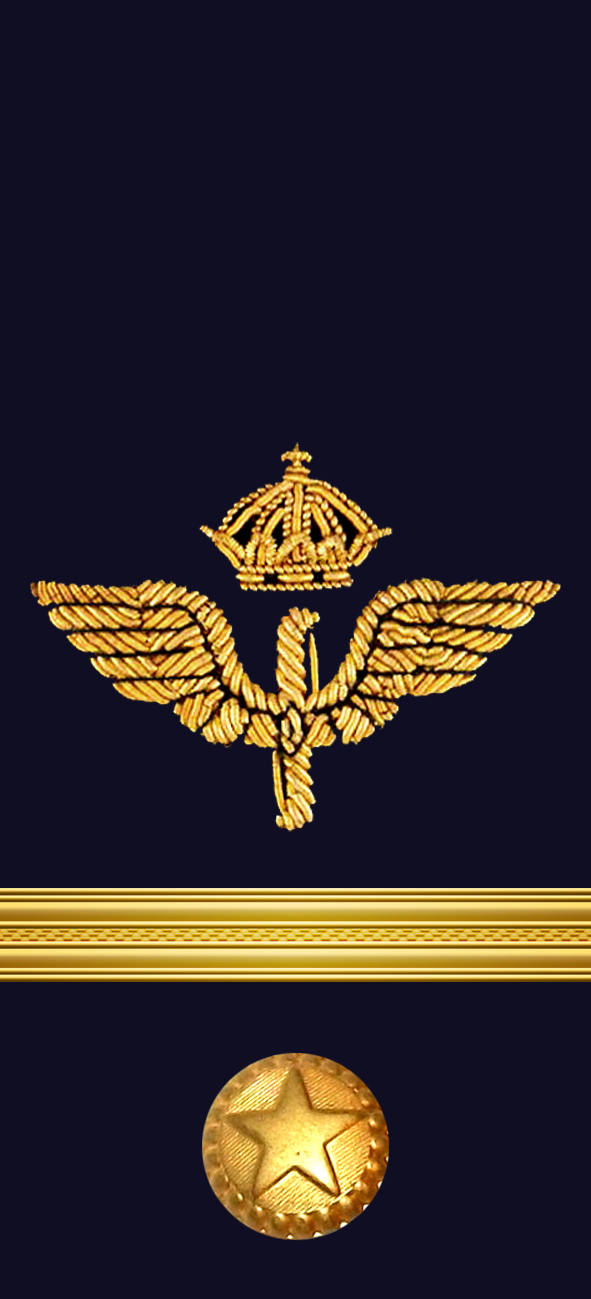
Flygvapnet (uniform m/87)

## Agraff 2019-

Armén (fältmössa)
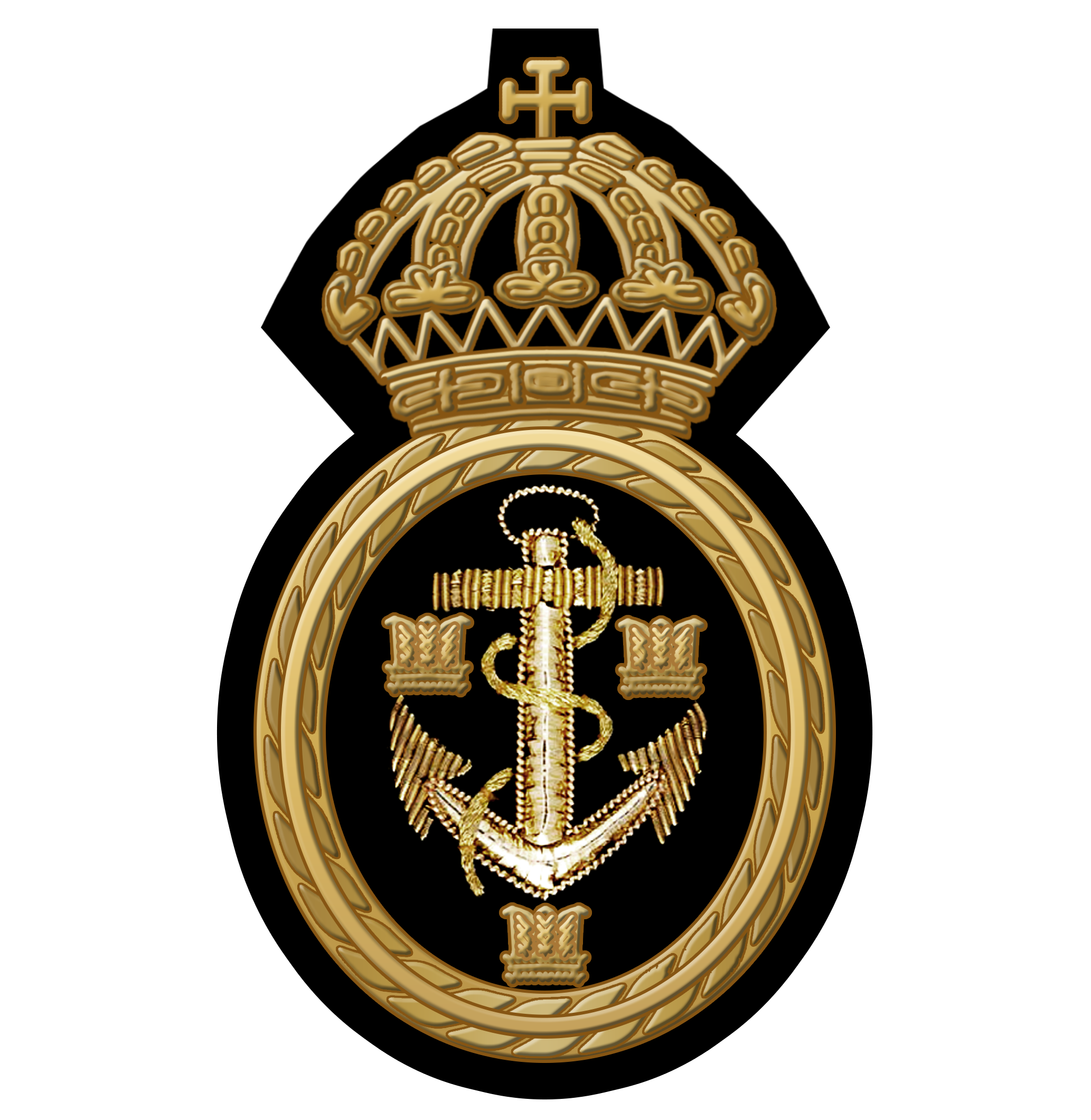
Flottan
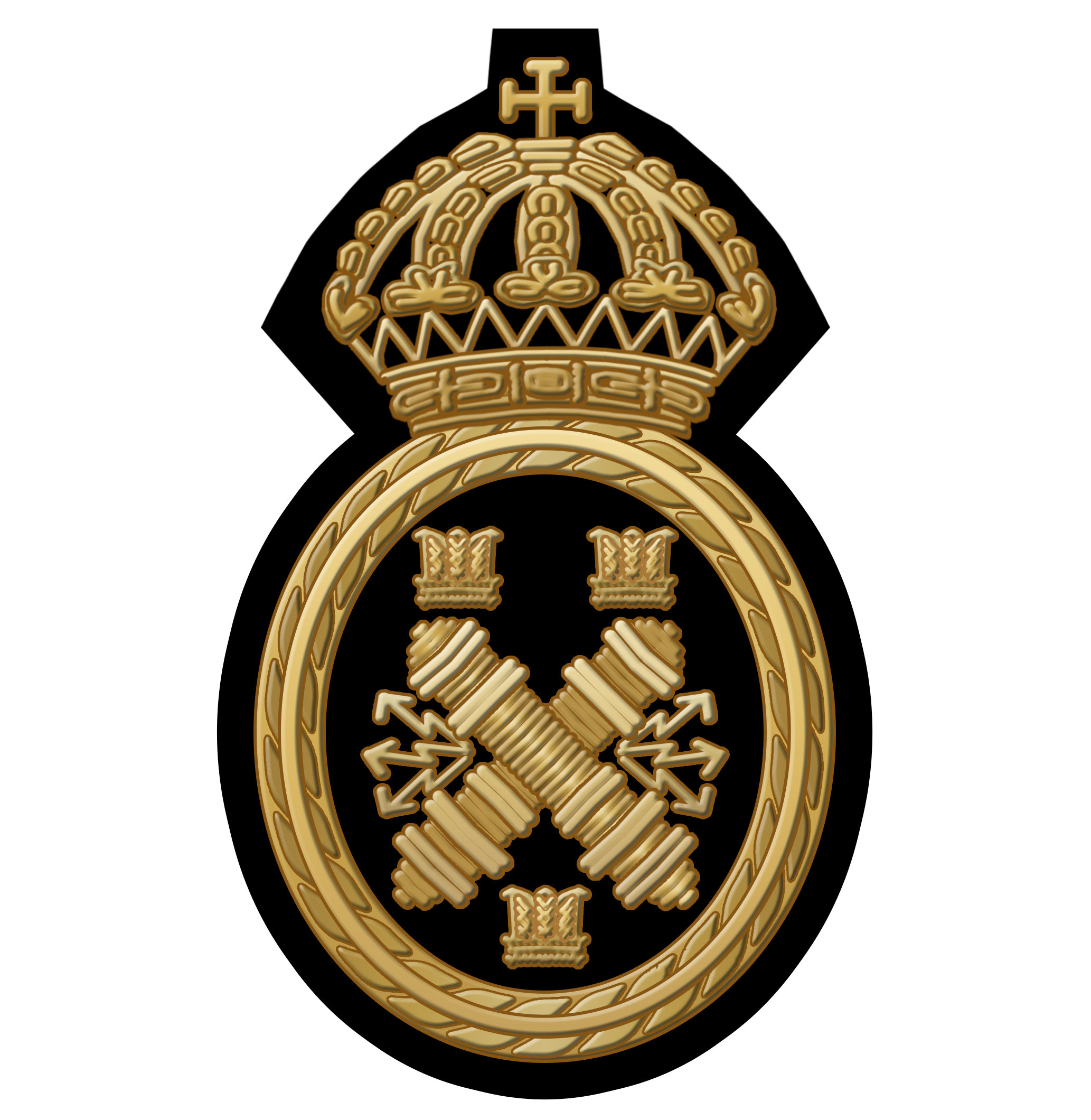
Amfibiekåren

## Sergeant som gruppbefäl (2009-2019)
Sergeant var en grad för gruppbefäl, placerad mellan korpral och förste sergeant. Den motsvarar den tidigare graden furir. Förändringen gjordes då sergeant vanligtvis är den grad som följer på korpral i militära befälssystem i en internationell jämförelse.

### Distinktioner

#### Armén
- Gruppbefäl (sergeanter mellan 2009 och 2019, korpraler sedan 2015) bär ett mässingsfärgat mössmärke (agraff) till fält- och pälsmössa. Gäller även andra försvarsgrenar som bär fältuniform 90.
- Sergeanter fick som enda gruppbefäl, soldat och sjöman bära skärmmössa till uniform m/87. Då med en svart mössträns och mössmärke med mässingsknapp.
- Sergeanter bar ett 35 mm vitt band på båtmössa m/1823/1824-2004 vid Livgardets 10:e livbataljon. Menig - korpral bär 20 mm vitt band.

#### Flottan
- Gruppbefäl (sergeanter och korpraler) bar ett guldbroderat mössmärke (före 2016 i metall) till båtmössa m/48. Menig - vicekorpral bar ett blått ovalt mössmärke med ett ankare i guld.

### Gradbeteckningar
Gradbeteckningen för sergeanter, var mellan  2009-2019 bestående av tre vinklar. Sedan 2019 återigen benämnd furir. Graden placeras sedan 2019 under graden överfurir.  

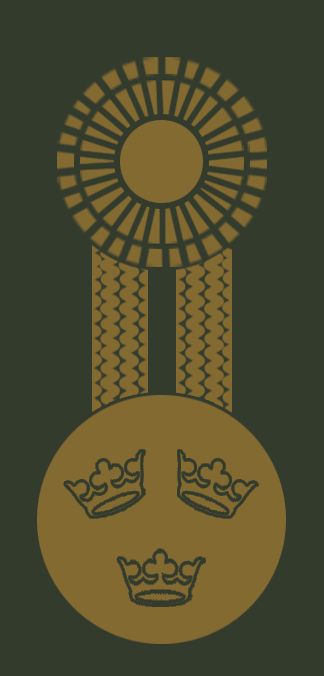
Armén (fältmössa)
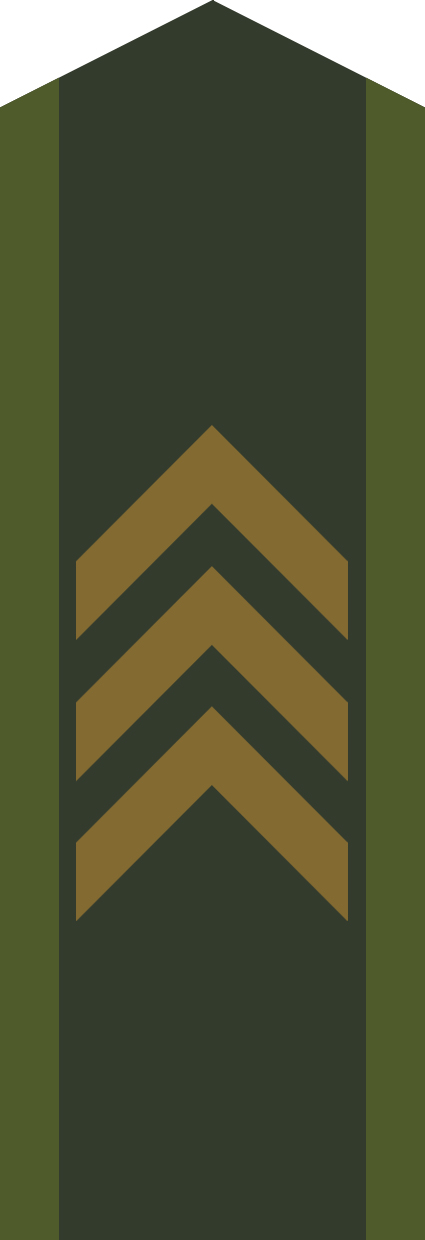
Armén (fältuniform)
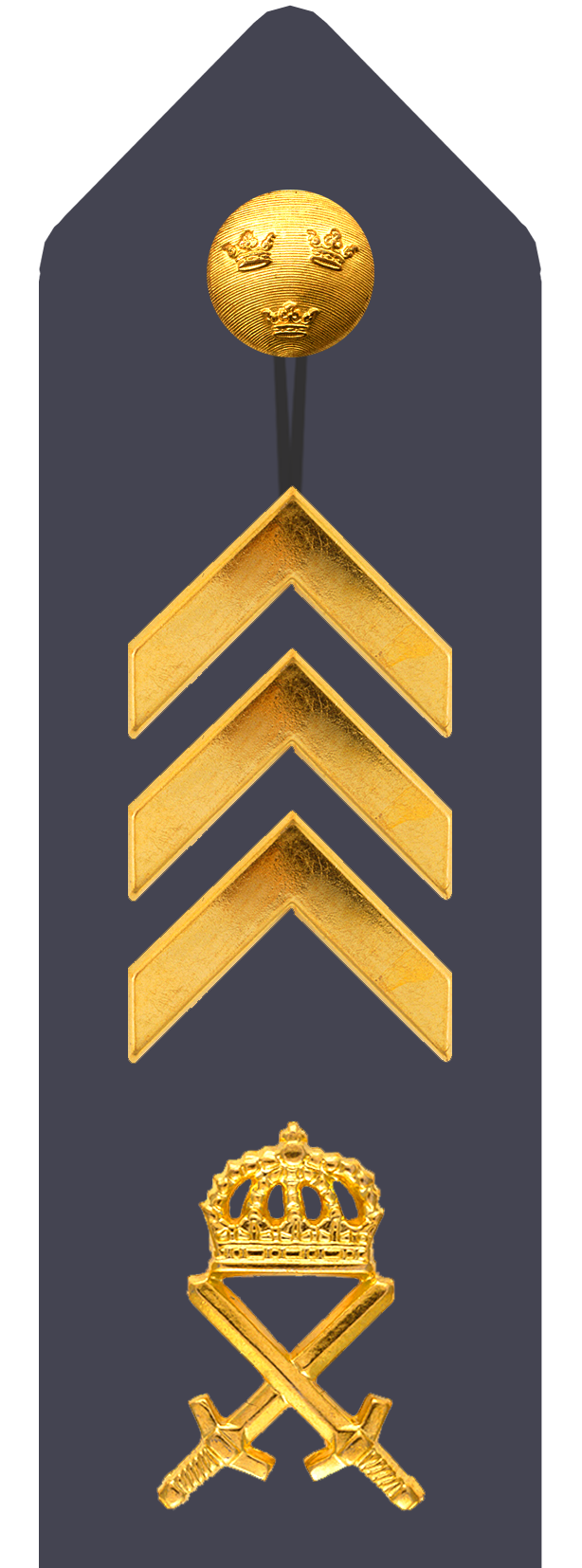
Armén (uniform m/87)
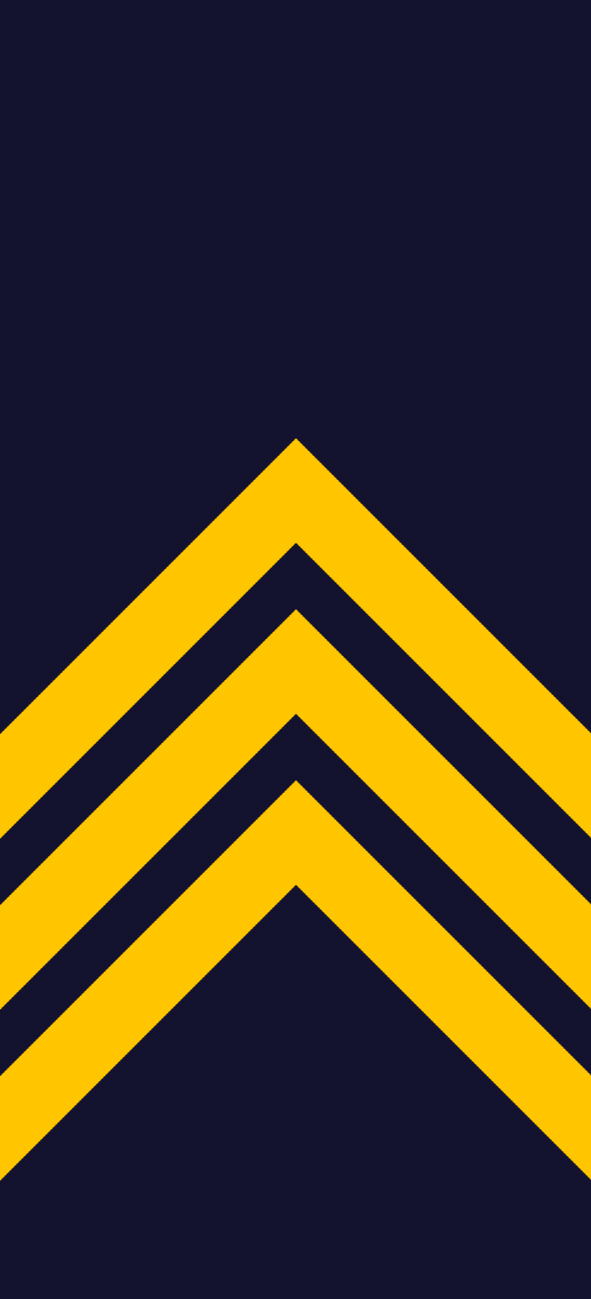
Flottan (fält/sjöstridsdräkt), utan yrkestecken
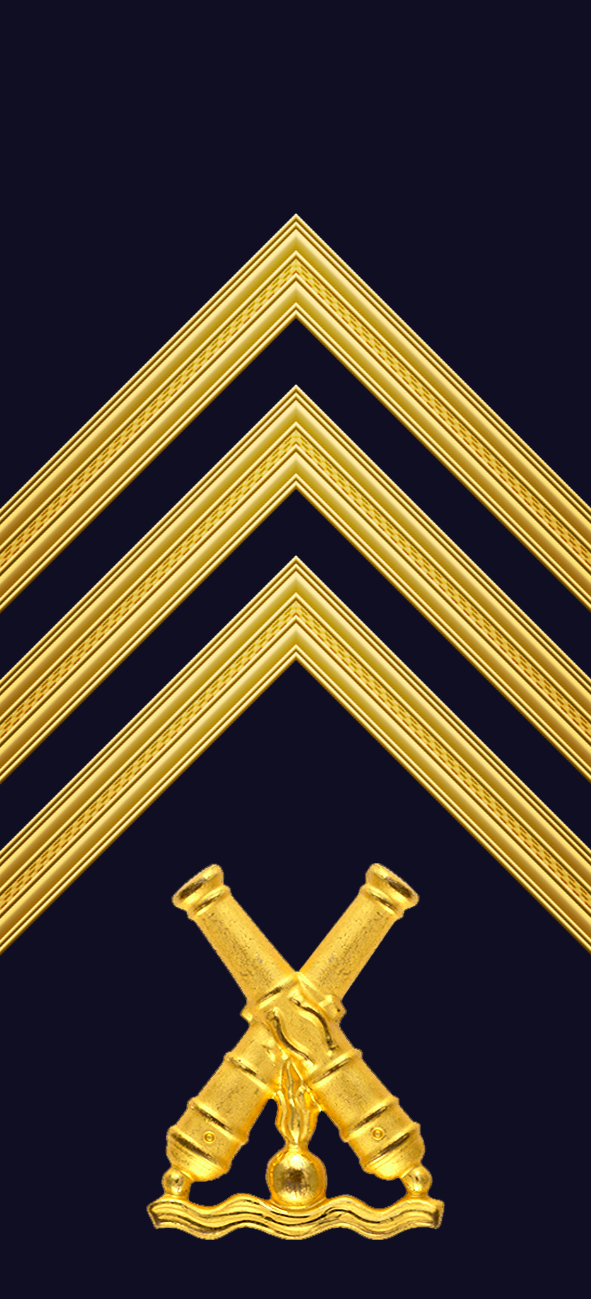
Amfibiekåren (uniform m/87)
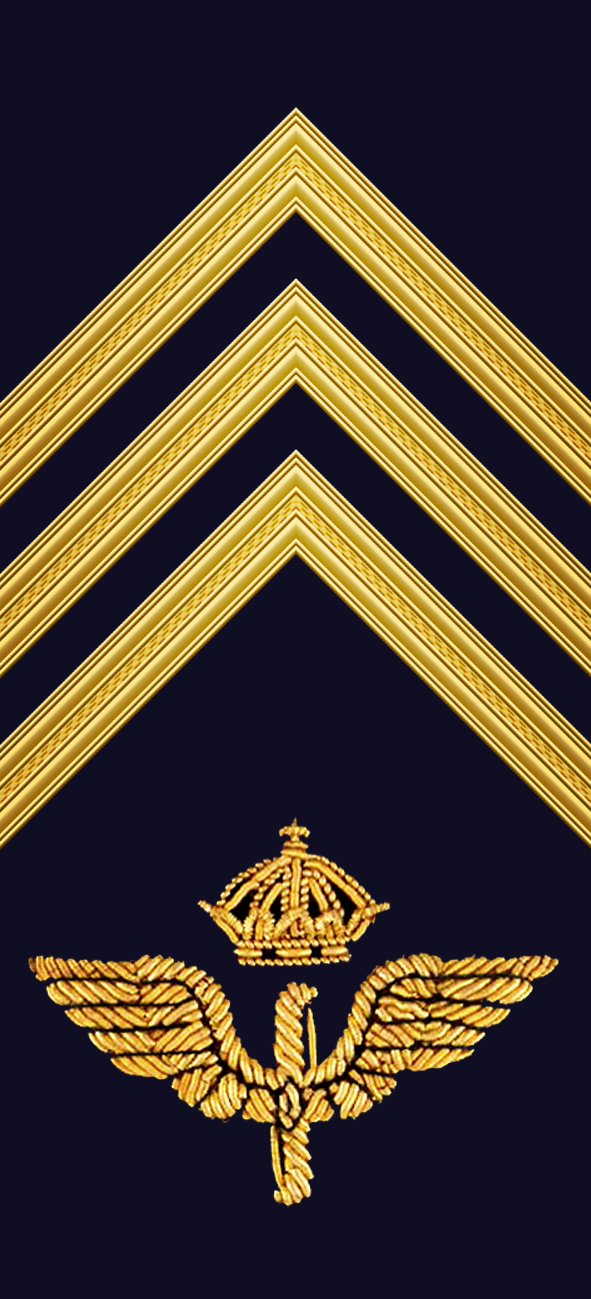
Flygvapnet (uniform m/87)
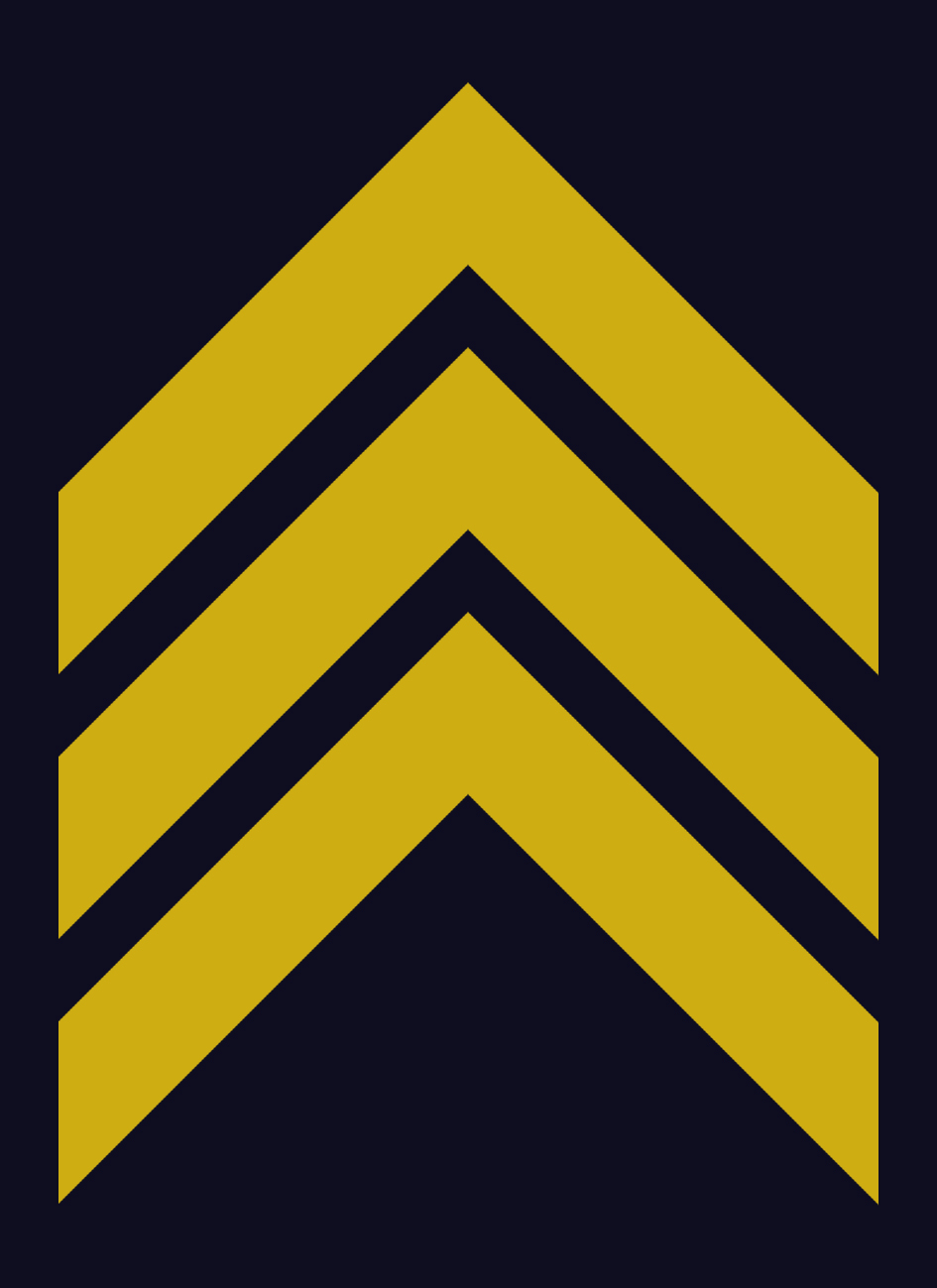
Flygvapnet (flygstridsdräkt)

## Sergeant som plutonsbefäl (före 2009)
Före 2009 var sergeant en grad för plutonsbefäl, placerad mellan furir och fänrik. Efter befälsreformen 2009 motsvaras graden av förste sergeant, vilket är den lägsta graden för den nyinförda befälskåren specialistofficerare.
Före tjänsteställningsreformen 1972 var sergeant den lägsta graden för en underofficer, typbefattning ställföreträdande plutonchef i utbildningsorganisationen och plutonchef i mobiliseringsorganisationen; och fram till den nya befälsordningen 1983 den lägsta graden för en plutonsofficer, typbefattning ställföreträdande plutonchef i mobiliseringsorganisationen. Graden har därefter betraktats som en tjänstegrad för värnpliktsofficerare och hemvärnsbefäl.
Gradbeteckning i form av tre vinklar betecknade före 1972 en kadett vid äldre kursen på krigsskolan, ofta i kombination med ett vitt mössmärke och kadettkronor.

### Befälskårstecken och gradbeteckning
Sergeanter i armén bar före 2009 ett vitt mössmärke vilket tidigare använts av underofficerare och plutonsofficerare. Gradbeteckningen för sergeant har under 1900-talet bestått av en stjärnknapp, ibland kallat pixmärke, i armén och kustartilleriet, i flygvapnet kombinerat med en 8 mm galon, och i flottan enbart en 8 mm galon. Stjärnknappen är sedan 2009 gradbeteckning för specialistofficerare.

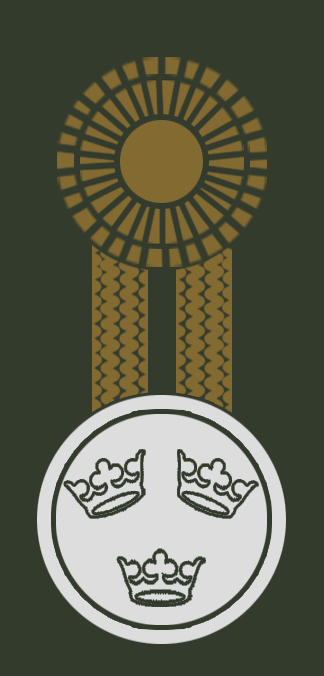
Armén (fältmössa)
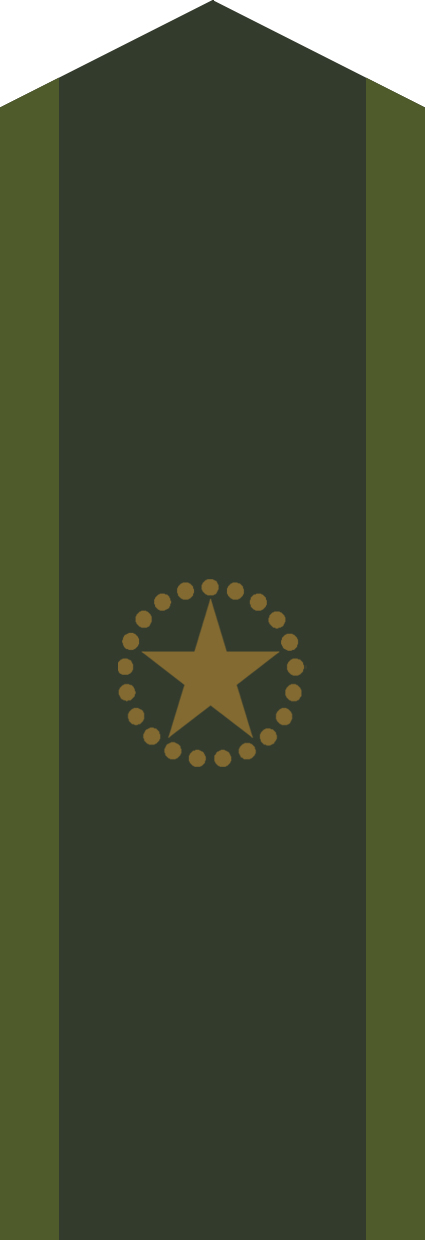
Armén (fältuniform)

## Tjänsteställning
| Ny befälsordning 1983 | Ny befälsordning 1983 | Ny befälsordning 1983 | Ny befälsordning 1983     | Ny befälsordning 1983   | Befälsordningen 2009 | Befälsordningen 2009 | Befälsordningen 2009 | Befälsordningen 2009 | Befälsordningen 2009 |
| Nivå                  | Ordnings-nummer       | Yrkesofficer          | Värnpliktigt plutonsbefäl | Värnpliktigt gruppbefäl | Officer              | Specialistofficer    | Gruppbefäl           | Ordnings-nummer      | Nivå                 |
| --------------------- | --------------------- | --------------------- | ------------------------- | ----------------------- | -------------------- | -------------------- | -------------------- | -------------------- | -------------------- |
| 6                     | 11                    | Fänrik                | -                         | -                       | Fänrik               | -                    | -                    | 13                   | OF 1                 |
| 7                     | 12                    | -                     | Sergeant                  | -                       | -                    | Förste sergeant      | -                    | 14                   | OR 6                 |
| 8                     | 13                    | -                     | -                         | Furir                   | -                    | -                    | Sergeant             | 15                   | OR 5                 |
| 9                     | 14                    | -                     | -                         | Korpral                 | -                    | -                    | Korpral              | 16                   | OR 4                 |